# ۵۰ (عدد)
۵۰ به حروف پنجاه پنجاهمین عدد از اعداد طبیعی است.